# Албания
 Тази статия е за държавата на Балканския полуостров.  За историческата държава в Кавказ вижте Кавказка Албания.  
Република Албания (на албански: Republika e Shqipërisë, изговаря се Републѝка е Шчипърѝсъ, кратка форма Алба̀ния (на албански: Shqipëria, изговаря се Шчипърѝя) е страна в Южна Европа.
Границите на Албания са с Черна гора на север, Косово на североизток, Северна Македония на изток и Гърция на юг. Има излаз на Адриатическо море на запад и на Йонийско море на югозапад. Площта ѝ е 29 176 km², от които 27 805 km² суша и 1371 km² водна площ.

## Етимология
Топонимът „Албания“ произлиза от средновековното латинско название на страната. Възможно е то да е произлязло от наименованието на илирийското племе албани (на албански: Albanët), отбелязано от Клавдий Птолемей, географ и астроном от Александрия, който съставя карта през 150 г. от н.е., на която е посочен градът Албанополис, разположен на североизток от град Дуръс. От него вероятно е произлязло названието на средновековното селище под името Арбърия (Албанон или Арбанон), въпреки че няма никаква сигурност, че то се е намирало на мястото на древния Албанополис. В своята история, написана през XI век, византийският историк Михаил Аталиат за пръв път споменава за албани, участвали във въстание против Константинопол през 1043 г., и за арбанити като поданици на херцога на Дирахия. През Средните векове албанците са наричали страната си Арбъри (на албански: Arbëri) или Арбъни (на албански: Arbëni), а себе си – арбъреши (на албански: Arbëreshë) или арбънеши (на албански: Arbëneshë).
Понастоящем албанците наричат страната си Shqipëri или Shqipëria. Още през XVII век те постепенно заменят Arbëria и Arbëresh с топонима Shqipëria и етническия демоним Shqiptarë съответно. Shqipëria и Shqiptarë широко се интерпретират като „Земя на орли“ и „Деца на орли“. Според една различна версия албанската дума Shqipëria произлиза от глагола „произношение“ („shqiptoj“), образуван от латинското excipere (разбирам). В такъв случай албанският ендоним по начало би бил термин, значещ „разбира“ или „излага мисъл, говори разбрано“.

## История
Днешна Албания в древността е била северната част на Епир, а по-късно там е разположена част от римската област (провинция) Нов Епир. За първи път понятието „албански“ се среща в текст на „бащата на съвременната география“ Клавдий Птоломей през II век. По-късно този термин започва да се среща все по-често в летописите на ромейските историци. След като са част от България през IX – XIII век и за кратко са в ромейската и сръбската държави, албанските земи са завладени от Османската империя през 1478 г.
По време на Балканската война, на 28 ноември 1912 г., Албания обявява своята независимост от Османската империя с декларацията от Вльора. След като страната извоюва своята политическа независимост, тя се превръща в конституционна монархия. Великите сили налагат за монарх на Албания да бъде избран принц Вилхелм от Вид. Младият принц обаче няма необходимия административен и дипломатически опит, поради което напуска албанския трон само 6 месеца след като го е заел. Малко след това, с началото на Първата световна война, територията на страната е окупирана от Сърбия, Гърция и Италия, а след това и от войски на Австро-Унгария и Франция, като остава под чужда окупация до 1920 г.
През 1920 г. е създаден първият парламент в Албания. В 1921 г. католиците геги в Северна Албания, подкрепени от Югославия, провъзгласяват Република Мирдита, която съществува само няколко месеца. През 1928 г. парламентът е разпуснат, а страната е обявена за кралство. Новият владетел на страната е бившият министър-председател и бивш президент Ахмед Зогу, който е коронясан за крал под името Зогу I и управлява до 1939 г.
Страната е окупирана от Италия по време на Втората световна война. Съпротивителното движение постепенно е овладяно от новосъздадената комунистическа партия с водач Енвер Ходжа. След изтеглянето на италианците партизаните завземат властта. Първоначално Енвер Ходжа поддържа добри отношения със СССР и останалите държави от Източния блок, но след смъртта на Сталин той отрича реформите на Хрушчов и преориентира Албания към Китай на Мао Дзедун. С времето обаче и контактите с Китай отслабват, най-вече след края на управлението на Мао. Албания става все по-изолирана и поддържа минимален досег с останалия свят.
До 1990 г., 5 години след смъртта на Ходжа, Албания е затворена комунистическа държава, която има минимална комуникация дори с другите комунистически държави. Въпреки възникналата многопартийна демокрация, страната има проблеми с икономиката, развихрилата се организирана престъпност, както и с многото албански бежанци от Косово.
През 1992 г. се провеждат първите демократични избори в Албания след Втората световна война.
По време на бомбардировките на НАТО над Югославия през 1999 г. Албания приема близо 500 000 бежанци – етнически албанци от граничещото със страната Косово.
НАТО официално кани Албания и Хърватия за свои членове на срещата на върха в Букурещ през април 2008 г. На 1 април 2009 г. те официално се присъединяват към Алианса.
През 2009 г. Албания официално кандидатства за членство в ЕС.

## География
Площта на Албания е 28 750 km², с 362 km брегова линия на Йонийско и Адриатическо море, 282 km граница с Гърция на юг и общо 438 km граници със Северна Македония на изток, Косово на североизток и Черна гора на северозапад. Около 70% от територията на страната е заета от планини и хълмове, а близо 20% е крайбрежна равнина.
Албанските Алпи или Проклетия са част от Динарите и на много места са труднодостъпни или изцяло непристъпни. Реките на север образуват дълбоки долини, които представляват допълнително естествено препятствие. В Централна Албания е разположен хребетът Черменика, който не се отличава с особено високи възвишения – предимно между 305 и 915 m н.в. Планините в този централен регион са главно от варовик и пясъчник, и седят върху разлом с повишен земетръсен риск. Източно от Черменика се намира най-високата планина в страната, Кораб, чийто връх Голям Кораб се издига на 2764 m н.в. Това са най-недостъпните райони на целия Балкански полуостров. Най-ниски са хълмовете и възвишенията в южна Албания, където речните долини са широки, а условията за земеделие са добри.
По-равнинна е бреговата ивица, чиято широчина достига до 50 km в района на Елбасан, но е средно не повече от 16 km, както и преходните равнини между крайбрежието и планинските райони. Тези райони са предимно сухи, с бедни почви, но в подножията на планинските вериги дъждовете са редовни и почвите са плодородни. На югоизток се намират живописните Охридско, Преспанско и Малко Преспанско езера, които Албания споделя с Република Северна Македония и Гърция. Границите на трите страни се срещат в Преспанското.
Езерата, както и повечето потоци и реки в източна Албания, се оттичат в Черни Дрин, който се влива в Адриатическо море. Повечето реки са силно непостоянни. Често нивата им са прекалено ниски, за да са полезни за напояване на селскостопански площи; от друга страна, при пълноводие вследствие на планински валежи, нивата им се покачват драстично и непредвидимо. Изключение прави река Буна, единствената плавателна в Албания. Захранваната от планинско снеготопене и сезонни валежи река Дрин също е относително спокойна, пълноводието ѝ варира с не повече от ⅓ между сезоните. Тя е и най-дългата река в Албания, с дължина 282 km, а водосборният ѝ басейн възлиза на 15 540 km². Други големи реки са Вьоса и Девол, а Шкумбини (Шкумба) тече в централната част на страната. С цел оползотворяване на реките за селскостопански нужди са изградени напоителни канали, какъвто е каналът Вьоса-Леван-Фиер. Благодарение на следвоенните усилия за усвояване на реките, напояваните площи нарастват от 29 000 хектара през 1938 година до 400 000 хектара през 1986 година.
Климатът в Албания е субтропичен средиземноморски, с влажна зима и сухо лято. Поради разположението си на брега на Йонийско и Адриатическо море и планински вериги във вътрешността, страната има необичайно климатично разнообразие. Средните температури в низините са около 7 °C през зимата и 24 °C през лятото, предопределяйки мек климат, макар и с висока влажност. В южните низини средните температури са по-високи. Температурните амплитуди във вътрешността се предопределят най-вече от разликите във височините. Средните валежни количества са високи поради срещане на средиземноморски и континентални въздушни маси. Навлизането на средиземноморския въздух предизвиква вертикални течения, които пораждат и чести гръмотевични бури със силни ветрове и поройни дъждове. Близо 95% от всички валежи падат през зимата, а в низините количеството им възлиза на 1000 – 1500 mm. В планините валежните количества са между 1800 и 2600 mm, макар да няма точни данни и тези количества да се базират на изчисления, а не на наблюдения.
Страната е сравнително богата на полезни изкопаеми, но повечето от находищата са неразработени. Сред по-ценните ресурси са нефт, природен газ, битум, въглища, желязна руда, боксити, хром, медна руда и никел. Има големи солни находища. Климатичните и релефни особености дават на Албания и голям хидроенергиен потенциал, който е усвоен чрез няколко мащабни водноелектрически централи. Сериозно засушаване през 80-те години на XX век обаче показа рисковете от прекалената зависимост от ВЕЦ.

## Население
Населението на Албания е 2 845 955 души (януари 2020 г.).
| Население (1961 – 2003) |  | Възрастова структура (2005) |
| Население (1961 – 2003) |  | Възрастова структура (2005) |

Албанците са по-силно родово и национално ангажирани, отколкото религиозно пристрастни, особено след дългогодишния комунистически режим. През 2020 г. в Албания мюсюлманите са 59%, християните общо са 17%, нерелигиозни са 9%, неопределили са се 15% .
След забраната на религиите от 1967 г. в по-стари нестатистически най-общи оценки на ЦРУ и предположения за състоянието след 1990 г. ориентировъчно за мюсюлманско се счита 70% от населението, 20% са православни и 10 – католици.
На преброяването от 2004 г. 98,6% от населението са се определили за етнически албанци (известни и като арнаути), а за гърци – 1,2%. Етническите албанци се делят на две основни етнолинвгистични групи – геги и тоски, населяващи съответно регионите на север и юг от река Шкумба. Останалите официално признати малцинства са арумъни (власи), черногорци, българи, цигани и македонци (признати само в Мала Преспа и село Връбник). Голяма част от македонците в Албания се самоопределят като българи, други от тях приемат термина македонци, но не смятат, че между македонци и българи има етническа разлика.
Хората с български произход в посочените райони (близо до Охридското езеро) са признати от албанското правителство и се считат за българи. Организации на славяноезичното малцинство с българска ориентация са Културното дружество „Иван Вазов“, както и „Просперитет Голо бърдо“. Организации на славяноезичното малцинство с македонистка ориентация са: Организация за защита правата на македонците в Албания „Дружество Преспа“, Македонско-егейско дружество от село Връбник, дружество „Гора“ от Кукъс, дружество „Мир“ от Тирана, обединени в Общност на македонците в Албания. В областта Мала Преспа признатото като официално македонско малцинство има право на обучение на майчин македонски език в началното училище.

### Езици
В Албания албанският е официален език, но се говорят също гръцки, арумънски, сръбски, босненски, македонски, български, цигански език. Съществува и малобройно славяноезично черногорско малцинство. Много етнически албанци живеят в съседно Косово, Република Македония, Гърция и по-малки общности – в Черна гора.

#### Българи
В днешно време българите в Албания са групирани главно в 3 района:
- Историческа Кутмичевица с център Мала Преспа (около Пустец, Мали град, Преспанското езеро, Корчанско и Костурско) – главно християни;
- Голо бърдо/Дебърско (Пешкапийско – „Голо бърдо“ и „Поле“) – главно мюсюлмани, и
- област „Гора“ (на границата с Косово и Северна Македония) – мюсюлмани.

Сали Бериша през 2000 г. пръв от албанските политици заявява, че българите в пределите на държавата са около 50 000 души. Тези данни са потвърдени на база оценки на различни учени и международни организации, както и по данни на Екзархията, доклади на Българското консулство в Албания, книгата на Светлозар Елдъров „Българите в Албания“ и други.
Според вестник „Монитор“ броят на българите в някои на градовете в Албания е следният: 4 – 5 хиляди в Елбасан, 3 – 4 хиляди в Тирана, 2 – 3 хиляди в Драч, около 1000 в Пешкопия.
Много от известните личности в Албания са от български произход и в днешно време много български деца учат в български висши и средни училища.
Въпреки пропагандата от много страни (гръцка, сръбска, турска, албанска и влашка), както и заплахи, на които са били подложени българите там през вековете, някои са запазили своите български корени.

## Държавно устройство
Държавният глава е президентът, избиран от Кувенди Популор (Народното събрание). По-голямата част от 155-те члена на парламента се избират от албанците на всеки 5 години. Президентът се подпомага от Министерски съвет, назначаван от него.

## Административно деление
Албания е разделена на 65 общини, групирани в 12 области. Столицата Тирана има специален статут.
1. Берат – Берат
2. Дебър – Пешкопия
3. Драч – Драч
4. Елбасан – Елбасан
5. Фиер – Фиер
6. Аргирокастро – Аргирокастро
7. Корча – Корча
8. Кукъс – Кукъс
9. Лежа – Лежа
10. Шкодра – Шкодра
11. Тирана – Тирана
12. Вльора – Вльора

## Икономика
Албания е аграрна страна, тя е сред най-бедните държави в Европа БВП на глава от населението е едва 25% от средното за Европа. Страната има проблем с високата безработица, корупцията, която достига високи правителствени нива, и организираната престъпност.
Основният износ на Албания е на хром и продукти на хранително-вкусовата промишленост. Вносът е главно от Гърция и Италия, от които получава и финансова помощ. Парите, които емигрантите, работещи в чужбина, пращат на своите близки в Албания, са важен източник на приходи за страната.
Брутният вътрешен продукт (ППС) възлиза на 21,28 милиарда щатски долара или около 6000 щатски долара на глава от населението – в региона по-нисък БВП има само Косово. От БВП 20,6% се падат на земеделието и селското стопанство, 19,9% – на промишлеността, и 59,5% – на услугите. Въпреки че населението е 3 970 000 души, работната ръка възлиза на 1 090 000 души, или по-малко от ⅓ от населението. Най-много работоспособни албанци са заети в областта на земеделието – 58%.
По официални данни безработицата е около 13%. Други проблеми са големият бюджетен дефицит (близо 1 млрд. щ.д.) и недостигът на електричество.
Липсата на адекватна инфраструктура и корупцията спират чуждестранните инвеститори.

## Култура
Грамотността в Албания е 99,0%, което поставя страната на 21-во място в световен мащаб и значително пред България.

## Други
- Въоръжени сили на Албания